# Blang Panjoe (Peusangan)
Blang Panjoe is een bestuurslaag in het regentschap Bireuen van de provincie Atjeh, Indonesië. Blang Panjoe telt 477 inwoners (volkstelling 2010).